# Pothyne siporensis
Pothyne siporensis är en skalbaggsart som beskrevs av Stefan von Breuning 1943. Pothyne siporensis ingår i släktet Pothyne och familjen långhorningar. Inga underarter finns listade i Catalogue of Life.